# Jean Ortiz
Pour les articles homonymes, voir Ortiz.
Jean Ortiz, né le 26 août 1948 à Labastide-Rouairoux (Tarn) et mort le 22 juillet 2023 à Pau, est un maître de conférences et syndicaliste français. 
Il est d’abord spécialiste des littératures des Amériques et des littératures de langue espagnole, il est aussi journaliste, donnant des chroniques à L'Humanité, et à la revue altermondialiste Mémoire des luttes.

## Biographie
Né en 1948 dans le Tarn, Jean Ortiz est le fils d’un combattant républicain espagnol de la guerre d'Espagne, par la suite résistant dans l’Aveyron. Il fait des études supérieures à Montpellier et Toulouse. Agrégé d'espagnol, il soutient une thèse de 3e cycle en 1982. Il milite dans sa région mais reste connu dans plusieurs pays d'Amérique du sud, sur lesquels il a publié un grand nombre d'articles et d'ouvrages. 
Après avoir été correspondant de L'Humanité à Cuba de 1977 à 1981, il enseigne dans l’Aveyron, le Lot-et-Garonne et à Toulouse. Maître de conférences à l’université de Pau, il travaille sur la République espagnole, l’anti-franquisme, les maquis, et sur le vingtième siècle latino-américain en particulier sur les révolutions cubaine, vénézuélienne, bolivienne. Dans la revue  en ligne de l'association Mémoire des luttes, il signe un article sur le Venezuela et la révolution bolivarienne.
Il crée et anime à partir 1992, à Pau, le festival latino-américain « CulturAmérica » dans un esprit de rapprochement avec le cône sud-américain. S'il anime au niveau régional des rencontres citoyennes autour de ce thème,, il est reconnu internationalement comme auteur de référence dans son domaine, cité pour la venue en France de l’avocat chilien Eduardo Contreras qui fut le premier à soulever la question des victimes de la dictature Pinochet au Chili en 2005.

### Politique
Jean Ortiz a été candidat aux élections législatives à Castres en 1973. Après une longue parenthèse, il est revenu à la politique en 2009, en tant que candidat en 9e position sur la liste Sud-Ouest du Front de Gauche lors des élections européennes.
En 2010, il s’est beaucoup investi dans le soutien au juge Baltasar Garzón qui réclamait un jugement des crimes des franquistes malgré la loi d’amnistie de 1977. Sur ce point, Bartolomé Bennassar reste plus prudent et redoute « l’ouverture d’une boîte de Pandore, sachant qu’il y a eu aussi des crimes commis par les républicains  ».
En 2017, il cosigne une tribune dans Mediapart intitulée « Faire gagner la gauche passe par le vote Mélenchon ».
Il est considéré par certains médias comme un spécialiste de l’Amérique latine et de Cuba.

### Tauromachie
Jean Ortiz est également un fervent aficionado. Il a publié sur ce sujet des articles dans le journal L'Humanité dont un Plaidoyer pour la tauromachie, ainsi qu’un livre de référence sur la tauromachie en Amérique latine. Il publie régulièrement des billets pour défendre la tauromachie.

### Mort
Jean Ortiz meurt le 22 juillet 2023 à l'âge de 74 ans.

## Accueil critique
L'universitaire Pierre Veyssiere salue « l'honnêteté intellectuelle  » de Jean Ortiz qui à travers son ouvrage  Fulgencio Batista et les communistes. Qui a trompé le diable?, ose aborder les relations entre le Parti communiste cubain et Fulgencio Batista.

## Œuvres

### Livres
- Le Socialisme à la cubaine (avec Georges Fournial), Éditions sociales, Paris, 1983, 237 pages [lire un extrait sur Gallica]
- Fulgencio Batista et  les communistes. Qui a trompé le diable? Éditions L'Harmattan, 1998
- Julio Antonio Mella - Aux origines du communisme cubain, Éditions L'Harmattan, 1999 (présentation en ligne)
- Tauromachie et représentation du monde en Amérique latine, Éditions Atlantica 2004
- Mi guerra civil, éd. Atlantica, 2005
- Rouges : Maquis de France et d'Espagne : les Guérilleros, Biarritz, éd. Atlantica, avril 2006, 490 p. (ISBN 2-84394-945-9 et 978-2-84394945-6).
- Che plus que jamais, actes du colloque « L’éthique dans la pensée et la pratique de Ernesto, Che, Guevara », éd. Atlantica, 2007, 360 pages
- Guerrilleros en Béarn : Étranges « terroristes » étrangers, Biarritz, éd. Atlantica, mai 2007, 70 p. (ISBN 978-2-7588-0051-4 et 2-7588-0051-9).
- (es) Sobre la gesta de los guerrilleros españoles en Francia, Biarritz/Paris, éd. Atlantica, septembre 2010, 96 p. (ISBN 978-2-7588-0366-9 et 2-7588-0366-6).Critique par Fernando Malverde dans Le Monde diplomatique de mai 2011.
- Vive le Che !, Arcane 17, 2017, 244 pages
- Franco n'est pas mort culo al sol!, La Librairie Des Territoires, 2019

### Documentaires audiovisuels
Jean Ortiz a réalisé plusieurs documentaires sur les républicains espagnols, en collaboration avec Jean-Dominique Gautier  dont 
- Rouge Miroir (2007)[21]
- Le Cri du silence, 2007 [22]
- Confidences Cubaines, 2007 [23]
- Paroles d'anciens, 2008
- Fils de Rojo, 2009